# Gora Pevcova
Gora Pevcova (englische Transkription von russisch Гора Певцова Gora Pewzowa, deutsch ‚Pewzowberg‘) ist ein Nunatak im ostantarktischen Mac-Robertson-Land. In den Prince Charles Mountains ragt südwestlich des Mount Lanyon auf.
Russische Wissenschaftler benannten ihn. Namensgeber ist der russische Forschungsreisende Michail Wassiljewitsch Pewzow (1843–1902).